# فريدريك بيرين
فريدريك بيرين (بالإنجليزية: Frederick Perrin)‏ هو لاعب شطرنج أمريكي، ولد في 5 ديسمبر 1815، وتوفي في 27 يناير 1889 بسبب ذات الرئة.

## وصلات خارجية
- فريدريك بيرين على موقع مباريات الشطرنج (الإنجليزية)
- فريدريك بيرين على موقع 365Chess.com (الإنجليزية)